# Orlęta Łuków
Orlęta Łuków – klub sportowy z siedzibą w Łukowie.

## Sekcja piłki nożnej
Drużyna piłkarska powstała w 1923 roku. Przez kilkanaście sezonów występowała w III lidze. W sezonie 1997/1998 zajęła w niej pierwsze miejsce, lecz reorganizacja rozgrywek sprawiła, że nie uzyskała bezpośredniego awansu – została zmuszona do rozegrania meczów barażowych ze Stalą Sanok. Pierwsze spotkanie, które zostało rozegrane w Łukowie, zakończyło się remisem 1:1. W rewanżu po dogrywce wygrali rywale i to oni uzyskali promocję do II ligi. Największym sukcesem klubu w rozgrywkach pucharu Polski jest dotarcie do 1/32 finału w sezonie 2000/2001.
W latach 1991–1992 trenerem zespołu był Ukrainiec Wiktor Matwijenko. Wychowankami klubu są m.in. Krzysztof Rześny, Cezary Kucharski, Dariusz Solnica. Zawodnikiem był m.in. Jacek Kosmalski.
W sezonie 2024/2025 Orlęta występują w bialskopodlaskiej klasie okręgowej.
W 2023 roku klub obchodził 100. rocznicę powstania; z tej okazji w czerwcu odsłonięto mural na osiedlu Henryka Sienkiewicza w Łukowie.

## Sekcja podnoszenia ciężarów
Klub posiada również sekcję podnoszenia ciężarów. Jej wychowankami są m.in. Marcin Dołęga i Robert Dołęga. Ponadto w klubie istnieją sekcje siatkówki i zapasów. Zawodnicy tej ostatniej odnosili sukcesy zarówno na arenie krajowej jak i międzynarodowej.

## Galeria

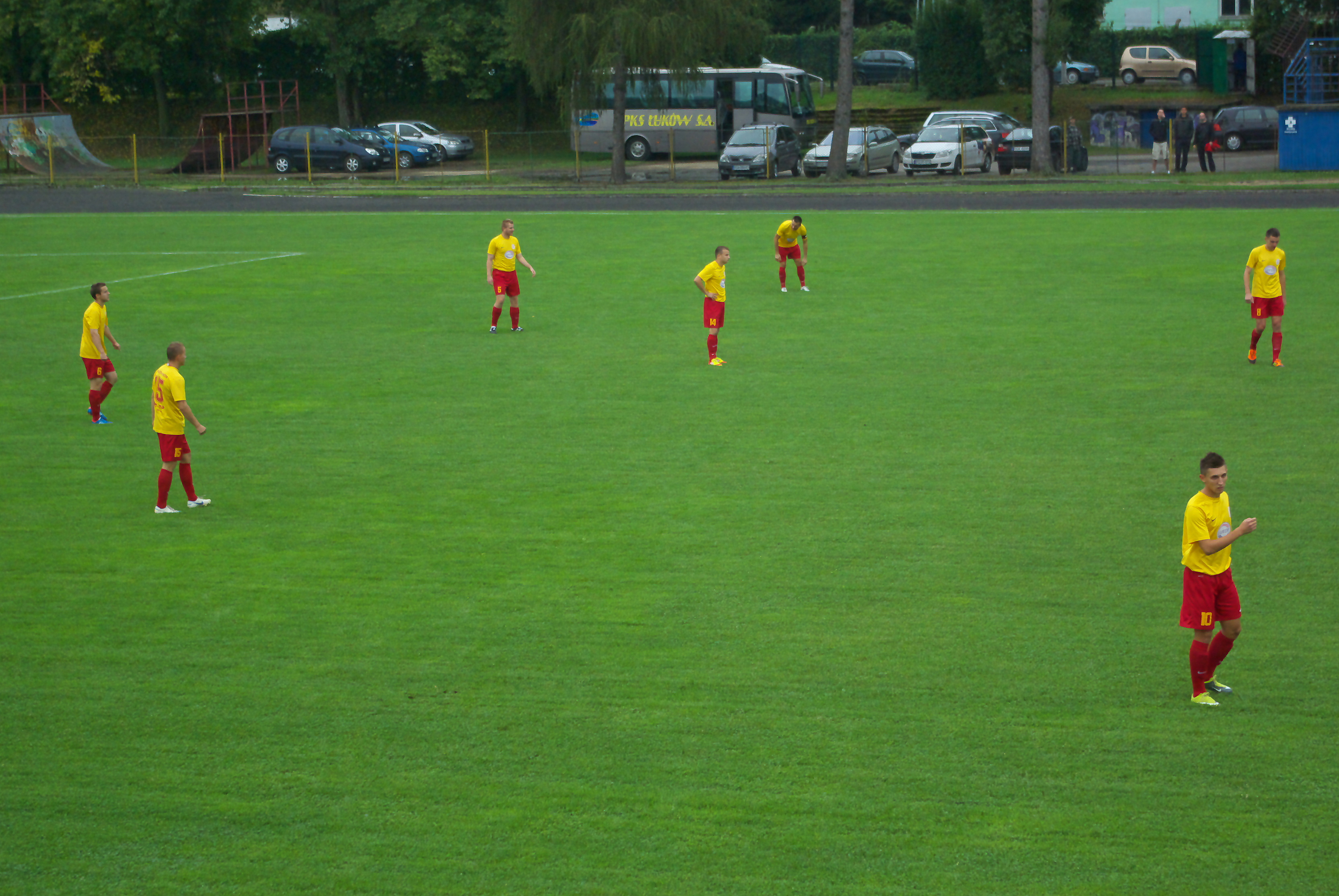
Piłkarze Orląt Łuków na początku sezonu 2012/2013 przed meczem ze Stalą Sanok (Sanok, „Wierchy”, 15 sierpnia 2012)
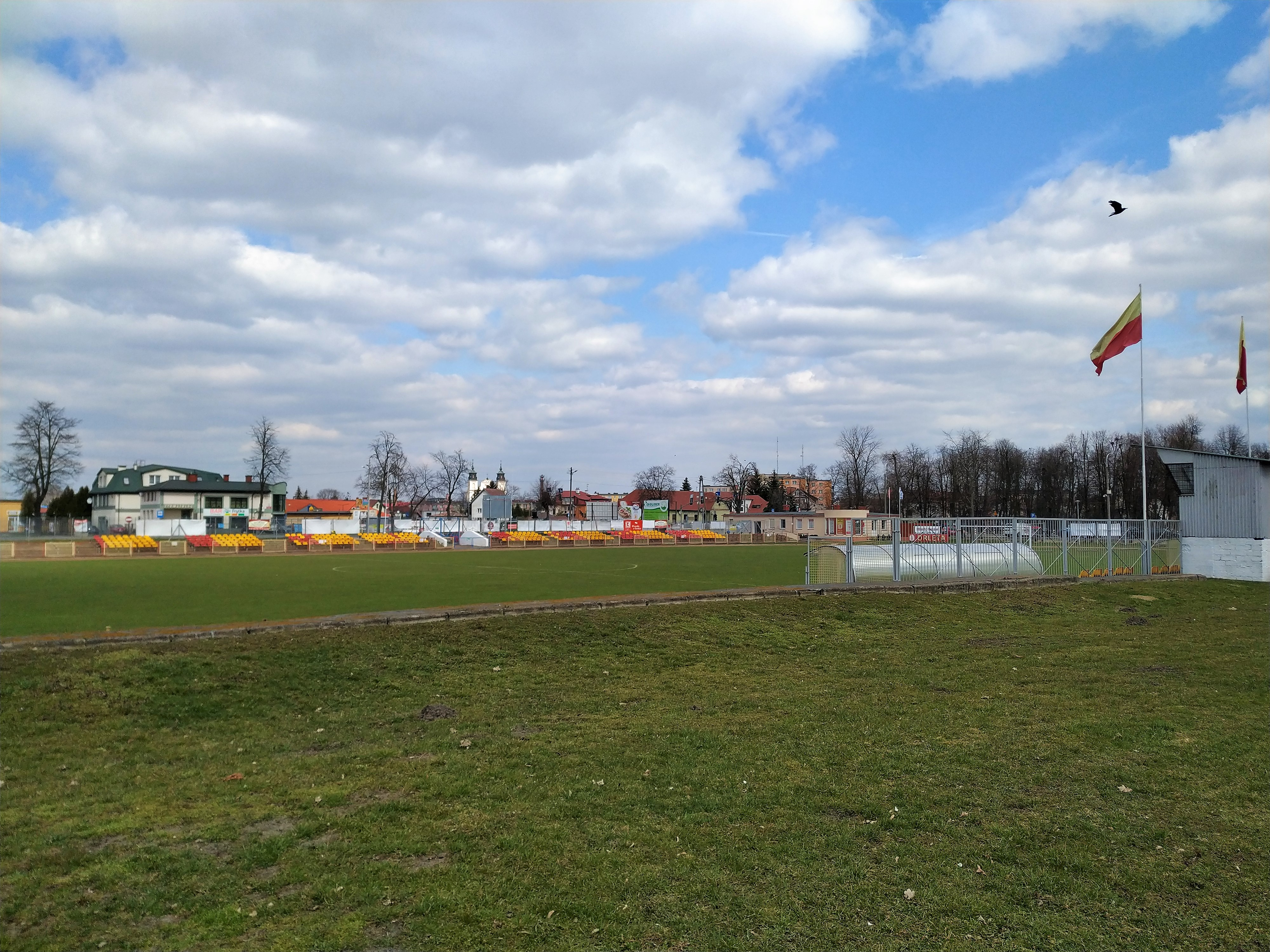
Stadion Miejski przy ul. Warszawskiej w Łukowie, na którym Orlęta rozgrywają mecze jako gospodarze
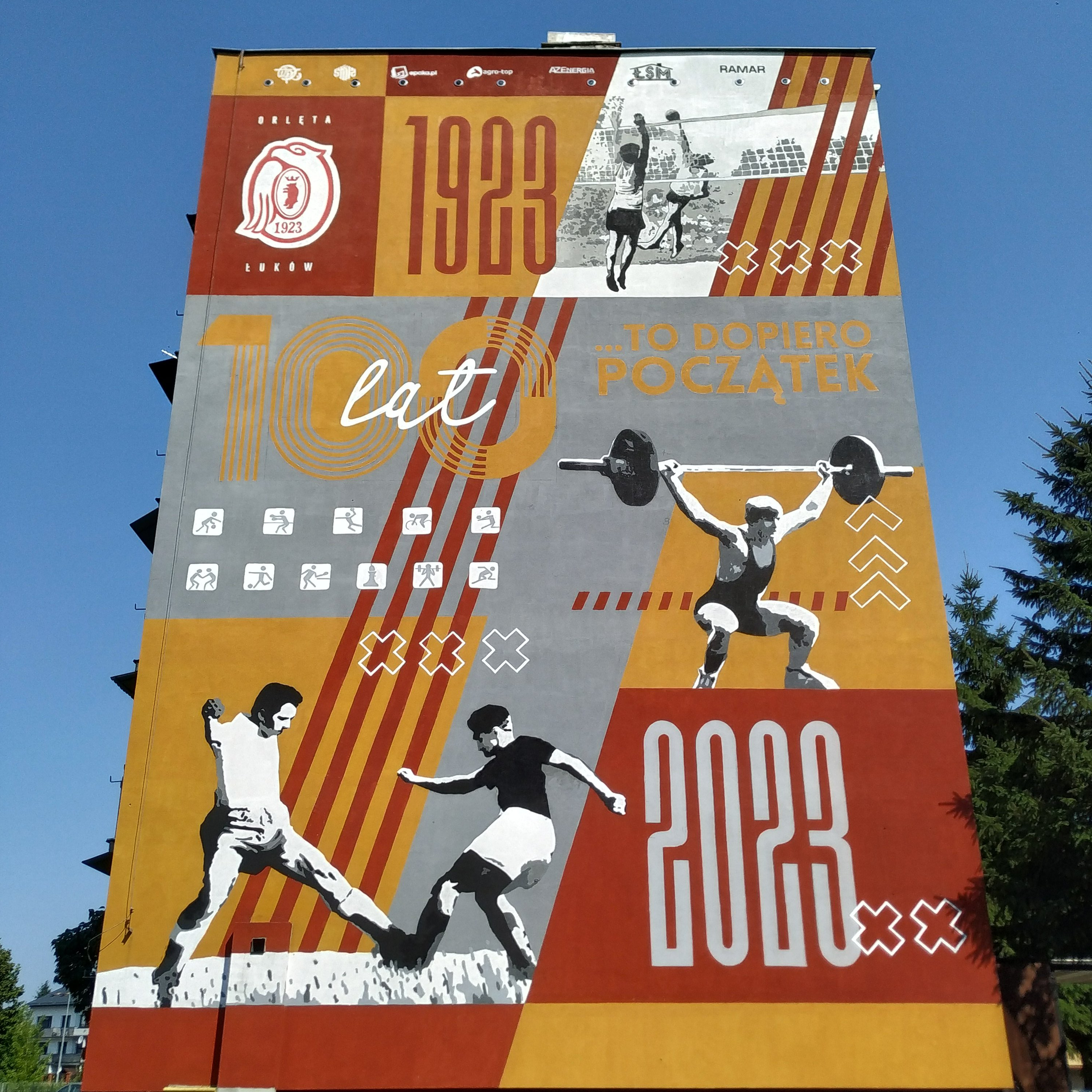
Mural upamiętniający 100 lat działalności klubu na os. Henryka Sienkiewicza w Łukowie